# Neuses am Berg
Neuses am Berg (bis 1870 nur Neuses) ist ein Ortsteil der Stadt Dettelbach im bayerischen Landkreis Kitzingen in Unterfranken. Bis zum freiwilligen Zusammenschluss mit Dettelbach am 1. Mai 1978 war Neuses eine selbstständige Gemeinde. Das kleine Straßendorf war als Kondominatsort jahrhundertelang zwischen der Markgrafschaft Brandenburg-Ansbach und dem Hochstift Würzburg aufgeteilt. Nach der Reformation führte diese Spaltung zu einer konfessionellen Zweiteilung, die viele innerdörfliche Konflikte hervorbrachte.
Die konfessionelle Aufspaltung ist noch heute im Ortsbild ablesbar. Neuses am Berg besitzt zwei Kirchen, die sich in ihrem Äußeren stark ähneln. Das historisch ältere Gotteshaus ist die heute lutherische Nicolaikirche, die zeitweise auch als Simultankirche für beide Bekenntnisse genutzt wurde. Daneben haben sich entlang der zentralen Dorfstraße viele Baudenkmäler wie das historische Rathaus erhalten. Der Ort ist heute Weinbauort im Anbaugebiet Franken. Der Weinbau spielt eine bedeutende Rolle für die kulturelle Prägung der Bewohner.

## Geografische Lage

### Geografie und naturräumliche Lage
Neuses am Berg liegt im Nordosten des Dettelbacher Gemeindegebiets. Im äußersten Norden grenzt der Volkacher Ortsteil Köhler ebenso an die Gemarkung von Neuses, wie das Gebiet von Nordheim am Main. Ebenso wie Sommerach nordöstlich des Gemeindeteils ist Nordheim durch den Main getrennt, der zugleich die Gemeindegrenze bildet. Der Südosten wird von Schwarzach am Main-Schwarzenau eingenommen. Südlich erhebt sich die Dettelbacher Kernstadt. Im Uhrzeigersinn folgen weitere Dettelbacher Gemeindeteile. So ist Brück im Südwesten, Schnepfenbach im Westen und Neusetz im Nordwesten zu finden.
Nächstgelegene größere Städte sind Volkach mit einer Distanz von etwa sechs Kilometern und Kitzingen, welches ungefähr zehn Kilometer entfernt ist. Die nächste Großstadt ist das etwa 18 Kilometer entfernte Würzburg.
Naturräumlich liegt Neuses am Berg an der Grenze mehrerer Räume, die allerdings beide den Mainfränkischen Platten zugerechnet werden. Insbesondere der äußerste Nordosten der Gemarkung mit den Anteilen am sogenannten Altmain werden der Volkacher Mainschleife zugeschlagen, die als größte Flussmäanderlandschaft Bayerns von den steilen Prallhängen unmittelbar am Flussufer geprägt wird. Die Siedlung Neuses selbst liegt dagegen auf der Gäufläche im nördlichen Maindreieck. Die Region ist von kleineren Kerbtälern zerklüftet. Die Bäche streben in Richtung des Mains.
Das Dorf liegt in der Maingauklimazone, die zu den trockensten und wärmsten Deutschlands zählt. Dies erklärt auch den um Neuses betriebenen Weinbau. Der Mainhang im Osten wird von Gesteinen des Muschelkalks geprägt, die von Lettenkeuper und Tonmergeln durchsetzt sind. Auf der Hochfläche dominieren dagegen Lehm- und Lößlehmböden. Hydrologisch wird Neuses vom Main geprägt, der in südöstlicher Richtung im Osten der Gemarkung fließt. Der sogenannte Kalte Graben, der am Rande des Ortskerns entspringt, fließt, genau wie ein weiterer, unbenannter Bach dem Main zu.

### Dorfgliederung

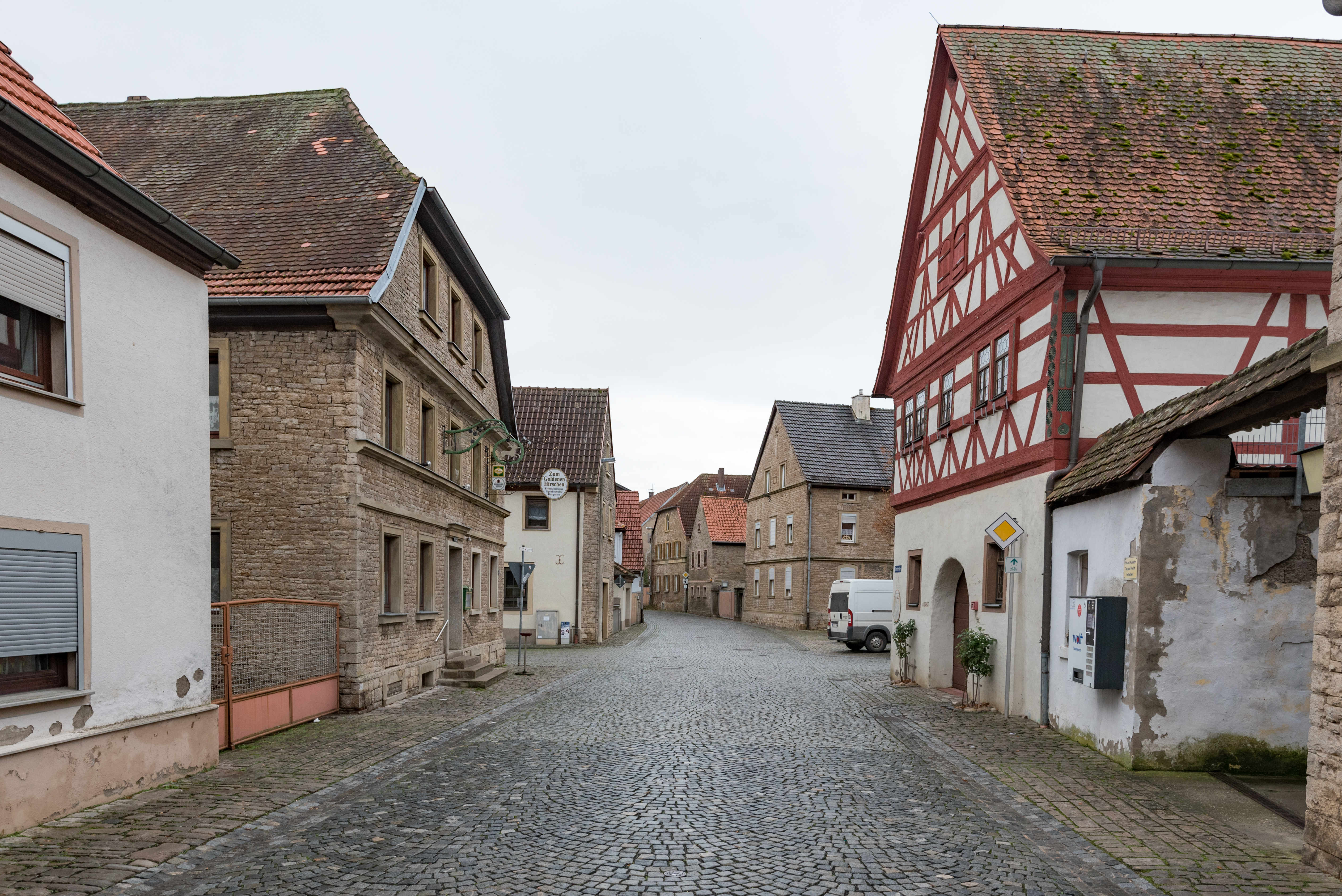
Die Dorfstraße bildet das Zentrum des Straßendorfes

Die Gemarkung von Neuses am Berg nimmt eine Fläche von 4,7 km² ein. Das Zentrum wird vom Straßendorf eingenommen, dessen Gewannfluren heute allerdings weitgehend verschwunden sind. Im Westen der Siedlung entstand die ältere Kirche St. Nicolai, die heute als evangelisch-lutherisches Gotteshaus genutzt wird. Jünger ist die nordwestlich des Altortes befindliche, katholische St.-Nikolauskirche. Westlich der beiden Kirchen entstand ein frühes Neubaugebiet, das im 20. Jahrhundert von der Neubausiedlung „Im Kies“ nordöstlich des Altortes ergänzt wurde.
Weitere Häuser ziehen sich entlang der Schwarzenauer Straße im Südosten von Neuses. Hierhin verlegte man auch den Ortsfriedhof. Die Straße bildet zugleich eine Verbindung zu den Sportanlagen der örtlichen Vereine. Historisch ist dagegen die ehemalige Mainfähre, die Neuses mit dem benachbarten Sommerach verband und bis in die 1950er Jahre im äußersten Südosten der Gemarkung zu finden war. Neuses besitzt außerdem heute eine Kläranlage, die an der Straße in Richtung Köhler zu finden ist.
Die benannten Berge (von Norden nach Süden) Glatzenberg, Döllberg und Leitenberg begrenzen auch den Übergang zwischen Hochfläche und Maintal. Zugleich markieren sie auch die Weinbaugrenze, die auf Flächen mit Süd- bzw. Südwesthang begrenzt ist. Besondere Bedeutung hat außerdem die Flurlage Urles, im Osten der bebauten Fläche. Der heute von Weinreben besetzte Gemarkungsabschnitt war ursprünglich ein Wald. Heute weist Neuses kaum noch Waldflächen auf.

### Schutzgebiete
Die Nähe zum Landschaftsschutzgebiet Volkacher Mainschleife erklärt die vielen Schutzgebiete in der Gemarkung des Gemeindeteils. Bereits seit 1941 steht das Naturdenkmal Leitenberg zwischen dem Ort und dem Main unter Schutz. In diesem Grünstreifen entlang des Mainanstiegs wachsen viele unterschiedliche Baumarten. Ein weiteres Naturdenkmal, der sogenannte Pfarrgarten verschwand wohl nach 2006. Daneben weist die Neuseser Gemarkung mehrere Biotopflächen auf, die sich entlang des Maines hinziehen. 
Der Flussabschnitt ist Teil des Fauna-Flora-Habitats Mainaue zwischen Grafenrheinfeld und Kitzingen. Außerdem wurde hier ein Vogelschutzgebiet ausgewiesen, das den Mainlauf zwischen Schweinfurt und Dettelbach unter besonderen Schutz stellt. Daneben hat Neuses Anteil am Naturschutzgebiet Mainaue zwischen Sommerach und Köhler. Schutzzweck ist die Erhaltung des vielfältigen Standortmosaiks der Aue. Insbesondere sollen Wiesen, Auwaldreste, Buhnenfelder und Verlandungsflächen am Main, sowie Hochstauden und Weidengebüsche geschützt werden.

## Geschichte

### Vor- und Frühgeschichte
Anders als bei vielen anderen Orten der Umgebung haben sich in Neuses nur wenige vor- und frühgeschichtliche Denkmäler im Boden erhalten. Wahrscheinlich blieb die Stelle des heutigen Dorfes, aufgrund ihrer Abseitslage, lange Zeit unbesiedelt. Im benachbarten Schwarzenau lebten Menschen bereits seit der Altsteinzeit, was Ausgrabungen in den 1960er Jahren bewiesen. An der Gemarkungsgrenze Neuses am Berg-Schwarzenau konnte eine Siedlung der linearbandkeramischen Kultur festgestellt werden.
Ganz im Süden der Neuseser Gemarkung, bereits teilweise in der Flächeneinheit des Hauptortes Dettelbach gelegen, identifizierte man außerdem eine Siedlung der eisenzeitlichen Hallstattmenschen, die zwischen 800 und 620 vor Christus hier lebten. Während der Völkerwanderung zogen zunächst keltische Stammesverbände auch durch die Neuseser Fluren. Die Franken begannen ab dem 6. Jahrhundert in die Region vorzustoßen. Sie brachten erste Verwaltungsstrukturen mit und verbreiteten auch das Christentum. Vielleicht geht auf sie auch Neuses zurück, das um 700 gegründet sein könnte.

### Mittelalter
Über die Gründung und Etablierung des Ortes Neuses ist kaum etwas bekannt. Die ältere Literatur vermutet eine späte Gründung eines „neuen Sitzes“, während andere eher einen slawisch-wendischen Gründer hinter dem Ortsnamen vermuten. Erstmals urkundlich erwähnt wurde Neuses als „Nuzez apud Tettelbach“ in einer Quelle aus dem Jahr 1340. Diese späte Nennung spricht für eine junge Gründung, weil sonst der Ort oder einzelne Bewohner bereits in Quellen genannt worden wären. Eventuell bildete ein befestigter Ansitz eines lokalen Adelsgeschlechts den Dorfmittelpunkt.
Nach dieser ersten Erwähnung tauchte Neuses erst wieder 1417 in den Quellen auf. Damals gründete Johannes von Stein, eventuell ein Mitglied der Ortsadeligen, aus Neuses die Vikarie St. Nicolai. Damals muss bereits eine kleine Kapelle im Dorf existiert haben, die nun unabhängig von ihrer Mutterkirche im nahen Prosselsheim wurde und später selbst zu einer Pfarrkirche aufstieg. Die Abtrennung der Kirche wurde von Pfarrer Schickbold aus Prosselsheim unterstützt. 
Zu diesem Zeitpunkt zählte Neuses wohl in den Einflussbereich der Benediktiner von Münsterschwarzach. Daneben standen aber auch andere Institutionen als Lehensherren an der Spitze der dörflichen Hierarchie. Das Zisterzienserkloster Ebrach im Steigerwald verfügte ebenso über einzelne Untertanen, wie die Ritter von Dettelbach, die bereits 1364 mit einem Hofgut in Neuses genannt werden. Eine einzelne Hofreit besaßen 1580 noch die Zollner von der Hallburg im Dorf.
Bis zum Ende des Mittelalters hatte sich Neuses zu einem Kondominatsort entwickelt, auf den mehrere Herren ihre Ansprüche geltend machten. Der größte Teil der Bewohner waren Untertanen der Markgrafen von Brandenburg-Ansbach. Daneben existierten etwa gleich viele hochstiftisch-würzburgische Einwohner in Neuses. Lediglich einzelne Häuser mit den jeweiligen Familien waren dem Kloster Münsterschwarzach bzw. den Herren von Crailsheim zugeordnet. Die beiden größeren Herren, Ansbach und Würzburg, teilten sich die Gerichtsherrschaft und ernannten jeweils einen Schultheißen.
Die Verbindungen ins mittelfränkische Ansbach führten auch um 1520 dazu, dass Neuses auf Geheiß des Markgrafen Georg den protestantischen Glauben annahm. Er hatte zuvor das wichtige Patronatsrecht über den Pfarrer erworben und konnte so über den jeweiligen Seelsorger vor Ort bestimmen. Erster lutherischer Kaplan wurde Andreas Imhof aus dem nahen Volkach. Imhof förderte die Verbreitung des neuen Glaubens unter den Bewohnern, sodass 1570 bereits das Abendmahl in beiderlei Gestalt gefeiert werden konnte. Zehn Jahre später übernahm man die ansbachische Kirchenordnung.

### Frühe Neuzeit
Allerdings war der religiöse Frieden durch die Aufspaltung der Dorfherrschaft schnell bedroht. Der Würzburger Fürstbischof Julius Echter von Mespelbrunn bemühte sich in der zweiten Hälfte des 16. Jahrhunderts die Neuseser wieder katholisch zu machen. Wahrscheinlich wurde die Nicolaikirche zu diesem Zeitpunkt bereits von beiden Konfessionen genutzt. Nichtsdestotrotz blieb Neuses bis zum Beginn des Dreißigjährigen Krieges mehrheitlich evangelisch. Nach dem Tod des ersten Pfarrers erfolgte die Einsetzung seines Nachfolgers ohne Probleme.

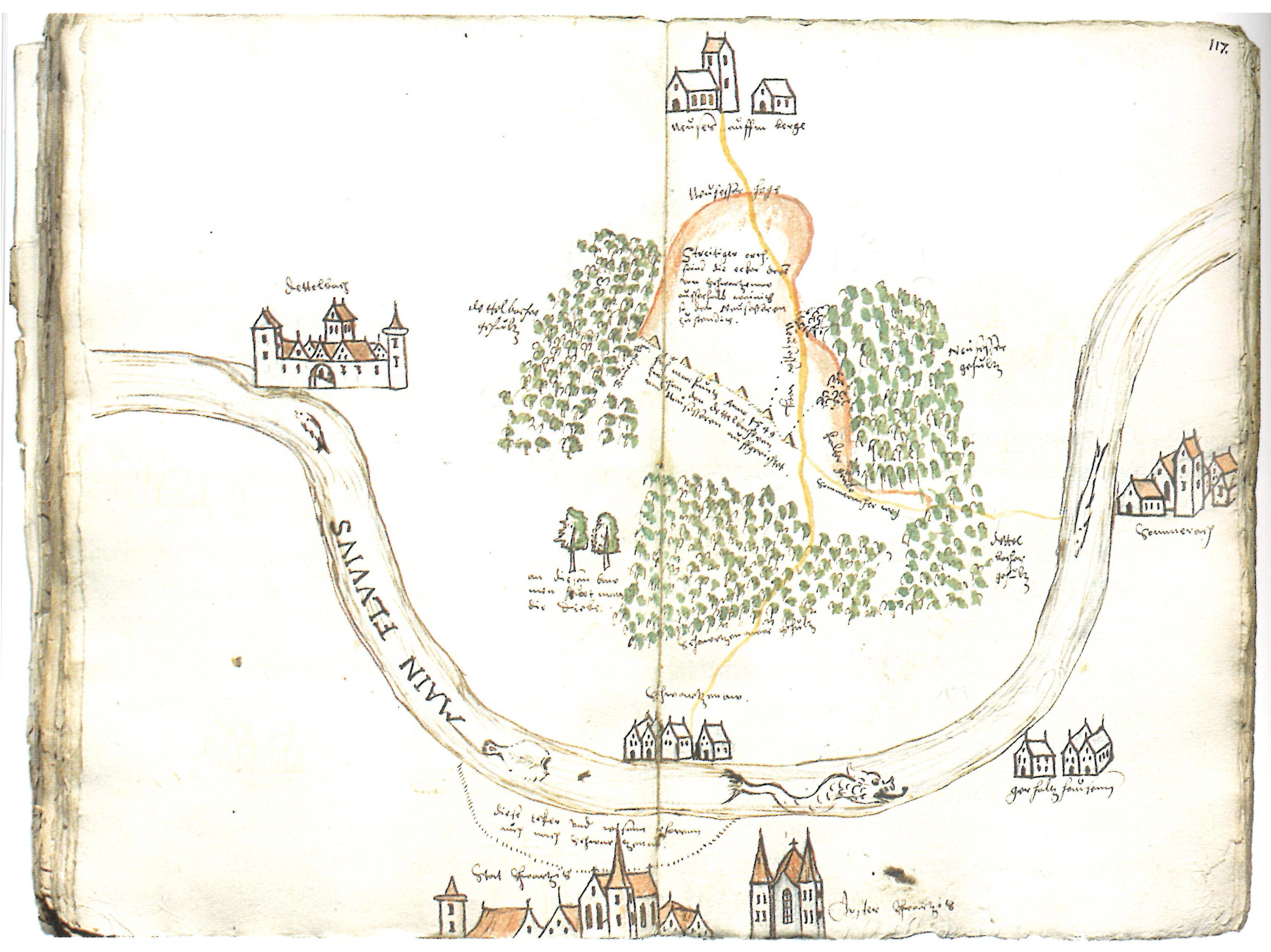
Die Orte am Main auf einer Karte um 1581, ganz oben: Neuses am Berg

Während des Krieges eskalierte die Auseinandersetzung zwischen den Konfessionen. Im Jahr 1621 wurde der Kitzinger Georg Codomann als Pfarrer nach Neuses berufen. Codomann behinderte die katholische Wallfahrt nach Dettelbach, indem er den Pilgergruppen die Tore verschloss. Am 16. März 1628 rückte der würzburgische Keller von Dettelbach gegen den lutherischen Ort vor. Er ließ das Untere Tor aufsprengen und in der Kirche katholischen Gottesdienst feiern. Pfarrer Codomann wurde vertrieben und ein katholischer Geistlicher eingesetzt.
Erst nach dem Dreißigjährigen Krieg änderten sich die Verhältnisse wieder. Im Jahr 1650 etablierte man in Nürnberg die Exekutionsdeputation, die nach wie vor schwelende, konfessionelle Konflikte lösen sollten. Noch im selben Jahr wurde über die elf sogenannten Zankpfarreien, die zwischen Würzburg und Ansbach umstritten waren, ein Urteil gesprochen. Als Stichjahr für die Regelungen wurde das Jahr 1624 herangezogen. Obwohl zu diesem Zeitpunkt der Ort wohl überwiegend lutherisch gewesen ist, etablierte das Hochstift Würzburg nun ein Simultaneum.
Obwohl damit die meisten Probleme zwischen den Konfessionen ausgeräumt waren, klagten die Evangelischen vor dem Reichskammergericht in Wetzlar. Dieser Streit war noch im 18. Jahrhundert anhängig. Erst am 2. September 1783 konnte ein Vergleich zwischen den streitenden Parteien geschlossen werden, der 1784 rechtskräftig wurde. Die Evangelischen erhielten den alleinigen Besitz der Kirche und Schule, dafür wurden die katholischen Einwohner mit den Gotteshauskapitalien entlohnt. Da nun das Simultaneum aufgelöst worden war, begannen die Katholiken nun ein eigenes Gotteshaus zu errichten.
Politisch bedeutete der Übergang des Fürstentums Ansbach an das Königreich Preußen im Jahr 1792 einen tiefen Einschnitt. Die versprengten Besitzungen im Fränkischen, insbesondere Neuses, Mainstockheim und Schernau sollten an das Hochstift kommen, was die evangelische Bevölkerung des Ortes allerdings mit einem Bittbrief an den preußischen König verhindern konnte. 1797 wurde die kirchlichen Gerechtsame an König Friedrich Wilhelm II. von Preußen übergeben, sodass der Zustand gleich blieb.

### Neuzeit: In Bayern
Die Spaltung zwischen zwei Dorfherren sollte aber nach 1797 nur noch wenige Jahre Bestand haben. Ausgelöst durch die napoleonischen Eroberungen wurden die preußischen Besitzungen in Franken dem Fürstentum Kurpfalzbayern zugeschlagen. Schließlich löste man 1803 sogar das Hochstift Würzburg auf, das jahrhundertelang das Leben der Menschen geprägt hatte. Neuses wurde Teil des kurpfalzbayerischen Landgerichts Dettelbach. Nach einer Zwischenzeit im Großherzogtum Würzburg gelangte der Ort 1814 endgültig an Bayern und die Bewohner verloren ihren Untertanenstatus.
Zu Beginn des 20. Jahrhunderts besaß Neuses insgesamt fünf Brunnen, die die Wasserversorgung des Dorfes sicherstellten. Erst 1913 erhielt der Ort elektrischen Strom, woraufhin mehrere Straßenlaternen aufgestellt wurden. Im Jahr 1950 wurde der Ort enger an die nächstgelegene Stadt Dettelbach angeschlossen, als man die Straße nach Dettelbach teerte. Erst 1954 begann der Bau einer Fernwasserleitung, die am 21. Januar 1956 in Betrieb genommen werden konnte. 
Obwohl in den Jahren 1959 und 1960 auch die Dorfstraßen gepflastert werden, begann in den 1960er Jahren bereits die Auflösung der jahrhundertealten Unabhängigkeit des Dorfes. Neuses verlor seine beiden Konfessionsschulen, die ein letztes Überbleibsel der konfessionellen Konflikte der Frühen Neuzeit waren. Noch 1976 wies die Gemeinde ein eigenes Neubaugebiet aus. Am 31. Dezember 1978 wurde Neuses am Berg in die Großgemeinde Dettelbach eingegliedert.

### Ortsname
Der Ortsname von Neuses am Berg verweist auf die Vor- und Frühgeschichte des Ortes. Ursprünglich ging man davon aus, dass der Name auf die späte Gründung des Dorfes hinweist. So deutete man den Namen als „neuen (An-)Sitz“, der im Zuge des fränkischen Landesausbaus entstand. Die neuere Forschung verweist inzwischen darauf, dass Neuses wahrscheinlich eine slawische Gründung ist. Der Ortsname leitet sich wohl vom Stammwort nys, Niederung, ab. Damit spielte man wohl auf die „feuchte Niederung“ am Rande der Hochfläche an, wo Neuses entstand.
Der Ortsname war in den folgenden Jahrhunderten einigen Änderungen unterworfen. In der Ersterwähnung 1330 war von „Nuzez“ die Rede. Bereits 1870 führte man insbesondere zur Unterscheidung zum benachbarten Neuses am Grund, dem heutigen Neusetz, das Attribut „am Berg“ ein. 1697 war beispielsweise von „Neisach am Berg“ die Rede. Heute bildet der Namenszusatz eine Identifikationserleichterung mit dem bei Prichsenstadt gelegenen Neuses am Sand. Im örtlichen Dialekt ist von „Neusi“ die Rede. Die Sommeracher kennen über die Nachbargemeinde folgenden Neckvers: „Graggsln uf dii Bärch rümm!“

### Verwaltung und Gerichte
| Die folgenden Verwaltungseinheiten waren der Gemeinde Neuses am Berg übergeordnet. - bis 1803: Amt Dettelbach im Hochstift Würzburg - bis 1862: Landgericht älterer Ordnung Dettelbach im Untermainkreis, ab 1837 Unterfranken - bis 1872: Bezirksamt Volkach in Unterfranken - bis 1972: Bezirksamt Kitzingen, ab 1939 Landkreis Kitzingen in Unterfranken - ab 1972: Ortsteil der Stadt Dettelbach, Landkreis Kitzingen, Unterfranken | Gerichtlich unterstand Neuses am Berg folgenden Instanzen. - bis 1803: Zentgericht Kitzingen im Hochstift Würzburg - bis 1862: Landgericht älterer Ordnung Dettelbach - bis 1879: Landgericht Dettelbach im Landgerichtsbezirk Würzburg - bis 1943: Amtsgericht Dettelbach im Landgerichtsbezirk Würzburg - ab 1943: Amtsgericht Kitzingen im Landgerichtsbezirk Würzburg |

### Wappen
| | Blasonierung: „Gespalten von Silber und Schwarz; vorne eine rote Mitra, hinten ein goldenes Patriarchenkreuz.“ |
| Wappenbegründung: Ursprünglich war auf dem Dorfsiegel des 17. Jahrhunderts der heilige Nikolaus dargestellt. Dieser ist noch heute Patron der örtlichen Kirchen, worauf die Mitra im Wappenbild verweist. Das Kreuz ist ein Hinweis auf die evangelisch-lutherische Kirche, die auch „Heilig-Kreuz-Kirche“ genannt wird. Dagegen erklärt sich die Tingierung in Weiß-Rot bzw. Weiß-Schwarz durch die grundherrschaftliche Zugehörigkeit des Dorfes in der Vergangenheit, als dort das Hochstift Würzburg und die Markgrafen von Ansbach begütert waren. | |

## Politik

### Vom Bürgermeister zum Ortssprecher
Wahrscheinlich war Neuses wie vergleichbare Gemeinden im Umland organisiert. Die Bevölkerung wählte aus ihren Reihen einen Bürgermeister oder Vorsteher, der allerdings gegenüber der Obrigkeit keinerlei Befugnisse innehatte, sondern lediglich als Ansprechpartner fungierte. Ihm gegenüber stand der weitaus mächtigere Schultheiß, der vom Grundherren eingesetzt wurde. Aus der herrschaftlichen Zersplitterung des Dorfes in Mittelalter und Früher Neuzeit resultierte die Tatsache, dass sowohl die Markgrafen von Ansbach, als auch der Würzburger Fürstbischof einen Schultheißen ernannte.
| N. Stier         | 1899–1911 |                                                 |
| N. Kemmeter      | 1911–1923 |                                                 |
| Georg Lindner    | 1923–1930 |                                                 |
| Leonhard Stier   | 1930–1934 |                                                 |
| Richard Krauß    | 1934–1945 |                                                 |
| Fritz Prappacher | 1945–1960 |                                                 |
| Hans Geuter      | 1960–1978 | * 4. März 1923, Weinkommissar, † 9. August 1984 |

Erst ab dem 19. Jahrhundert stand ein von der Bürgerschaft gewählter Bürgermeister der bayerischen Ruralgemeinde Neuses am Berg vor. Letzter gewählter Bürgermeister war Hans Geuter, der 1978 die Auflösung der Gemeinde abschloss. Fortan vertraten ein oder mehrere Personen aus Neuses den Gemeindeteil im größer gewordenen Dettelbacher Stadtrat. Wird kein Stadtrat gewählt, entsendet Neuses einen Ortssprecher nach Dettelbach, der die Interessen des Dorfes vertritt.

### Einwohnerentwicklung
Neuses am Berg zählte in Mittelalter und Früher Neuzeit zu den größeren Orten entlang des Maindreiecks. Um 1500 wurden die Bewohner erstmals eher indirekt erfasst, als man die Haushaltsvorstände nach ihrer herrschaftlichen Zuordnung erfasste. Damals lebten 73 Haushaltsvorstände, Männer und Witwen, im Ort. Durch Hochrechnungen kann deshalb eine Bevölkerungszahl von ca. 350 Einwohnern angenommen werden. Wahrscheinlich waren diese Zahlen in den folgenden Jahrhunderten lediglich der natürlichen Geburtenschwankung ausgesetzt.
Erstmals umfassend erfasst wurden die Bewohner des Ortes zu Beginn des 19. Jahrhunderts. Anders als viele andere Orte in der Umgebung verlor in den Jahrzehnten des 19. und der ersten Hälfte des 20. Jahrhunderts Neuses viele Einwohner. 1840 lebten noch etwa 500 Menschen vor Ort, 1939 war die Bevölkerung auf etwa 420 Personen gesunken. Auch nach dem Zweiten Weltkrieg, als viele Flüchtende aus den ehemals deutschen Gebieten Franken erreichten, stiegen die Einwohnerzahlen nur leicht. Heute leben um 400 Menschen in Neuses am Berg.
| Jahr    | Einwohner | Jahr | Einwohner | Jahr | Einwohner |
| ------- | --------- | ---- | --------- | ---- | --------- |
| um 1500 | ca. 350   | 1919 | 470       | 1961 | 367       |
| 1840    | 496       | 1933 | 421       | 1970 | 361       |
| 1867    | 519       | 1939 | 425       | 1987 | 400       |
| 1890    | 493       | 1946 | 565       | 2005 | 408       |

## Kultur und Sehenswürdigkeiten

### Baudenkmäler

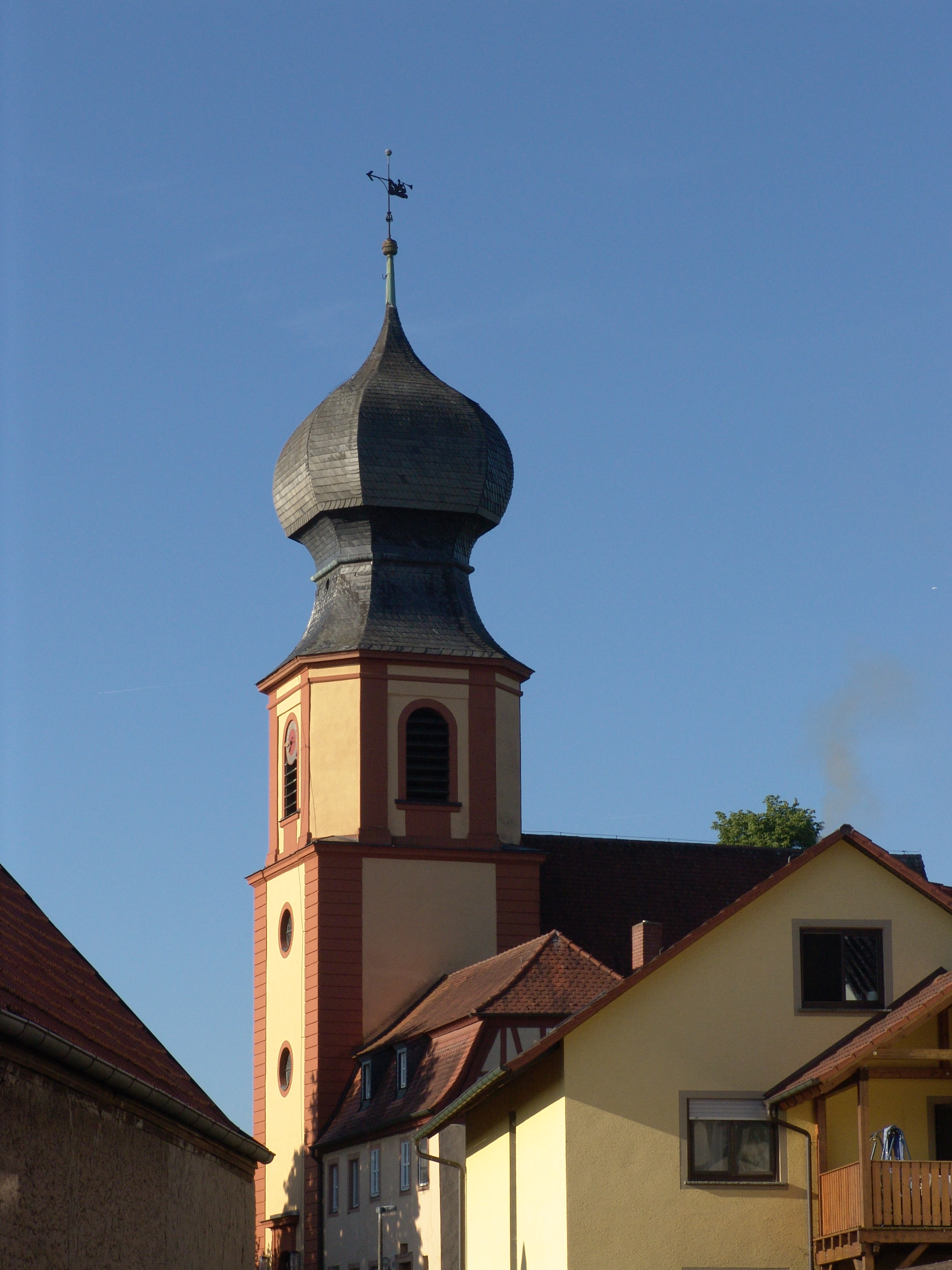
Die lutherische Nicolaikirche in Neuses

#### Evangelische Nicolaikirche
Die evangelisch-lutherische Nicolaikirche in der nach ihr benannten Kirchgasse ist das ältere der beiden Gotteshäuser in Neuses am Berg. Im Jahr 1417 gründeten Johann von Stein und das Würzburger Domkapitel im Ort die Vikarie St. Nicolai, die sich von der Mutterkirche in Prosselsheim löste. 1528 gelangte die Kirche in den Besitz des Ansbacher Markgrafen Georg des Frommen von Ansbach. Mittlerweile war sie zur Pfarrkirche aufgestiegen. Während der Zeit der Glaubenskriege wechselten die Neuseser mehrfach in schnellem Wechsel die Konfession. Als Kompromiss entstand schließlich 1650 ein Simultaneum, sodass die Nicolaikirche von beiden christlichen Konfessionen besucht werden konnte. 1784 wurde sie in ein rein evangelisches Gotteshaus umgewandelt.
Die Nicolaikirche ist ein geosteter Saalbau mit einem Chorturm. Die leicht erhöht stehende Kirche ist von einer Mauer umgeben. Sie geht zurück auf einen mittelalterlichen Vorgängerbau. Zwischen 1784 und 1786 wurde die Kirche im sogenannten Markgrafenstil umgebaut. Damals entstanden der Turm und das heutige Langhaus. Der Kirchturm trägt eine schwarzgedeckte Zwiebelhaube. Beide Neuseser Kirchen ähneln sich in ihrem Äußeren, da auch die katholische Nikolauskirche eine solche Haube besitzt.
Der Innenraum der Nicolaikirche ist relativ schlicht gehalten. Der übereinanderliegende Aufbau von Altar und Orgelempore ist typisch für eine Kirche des Markgrafenstils. Der Taufstein stammt aus dem Jahr 1600 und trägt neben dem Wappen des Würzburger Fürstbischofs Julius Echter von Mespelbrunn die Wappenreliefs anderer Dorfherren. Er erinnert an die Gegenreformation. Die Kanzel wurde im Jahr 1805 mit der Kircheninstandsetzung errichtet und zitiert die Formen des Klassizismus.

#### Katholische Nikolauskirche
Die katholische Nikolauskirche ist das jüngere der beiden Gotteshäuser in Neuses. Sie liegt nördlich von ihrem evangelischen Pendant an der Kreuzgasse. Nachdem die konfessionellen Verhältnisse in dem Ort ab 1570 immer wieder zu Streitigkeiten geführt hatten, richtete man zunächst ein Simultaneum ein. In der mittelalterlichen Nicolaikirche wurde wechselnder Gottesdienst abgehalten. In der zweiten Hälfte des 18. Jahrhunderts löste sich dieses Verhältnis allerdings auf. Die katholischen Neuseser planten eine eigene Kirche, die zwischen 1784 und 1790 vom Baumeister Adam Valentin Fischer errichtet wurde.
Obwohl es sich um ein katholisches Gotteshaus handelt, zitiert die Nikolauskirche die Formen des lutherischen Markgrafenstils. Die Kirche präsentiert sich als Saalbau. Sie wurde gewestet errichtet und weist einen geschlossenen Westchor auf. Das Langhaus wurde mit drei Fensterachsen ausgestattet. Die Ostfassade mit dem Turm bildet das Zentrum der Anlage. Die eingeschnürte Zwiebelhaube prägt das Ortsbild von Neuses entscheidend mit. Sie wurde an ihr protestantisches Gegenstück angepasst.
Das Innere der Kirche wird von den Altären der Bauzeit geprägt. Zentrum des Kircheninneren bildet der Hochaltar im Inneren des Chores. Neben dem Hochaltar finden sich zwei weitere Altäre im Inneren der Kirche. Sie befinden sich links und rechts des Chorbogens. Genau wie der Hochaltar entstanden sie im Stile des Klassizismus. Die Kanzel ergänzt das Ensemble, auch sie entstand um 1790 und lehnt sich an die Altäre an. Die Orgel der kleinen Kirche stammt aus der Werkstatt Seuffert aus Würzburg.

#### Rathaus

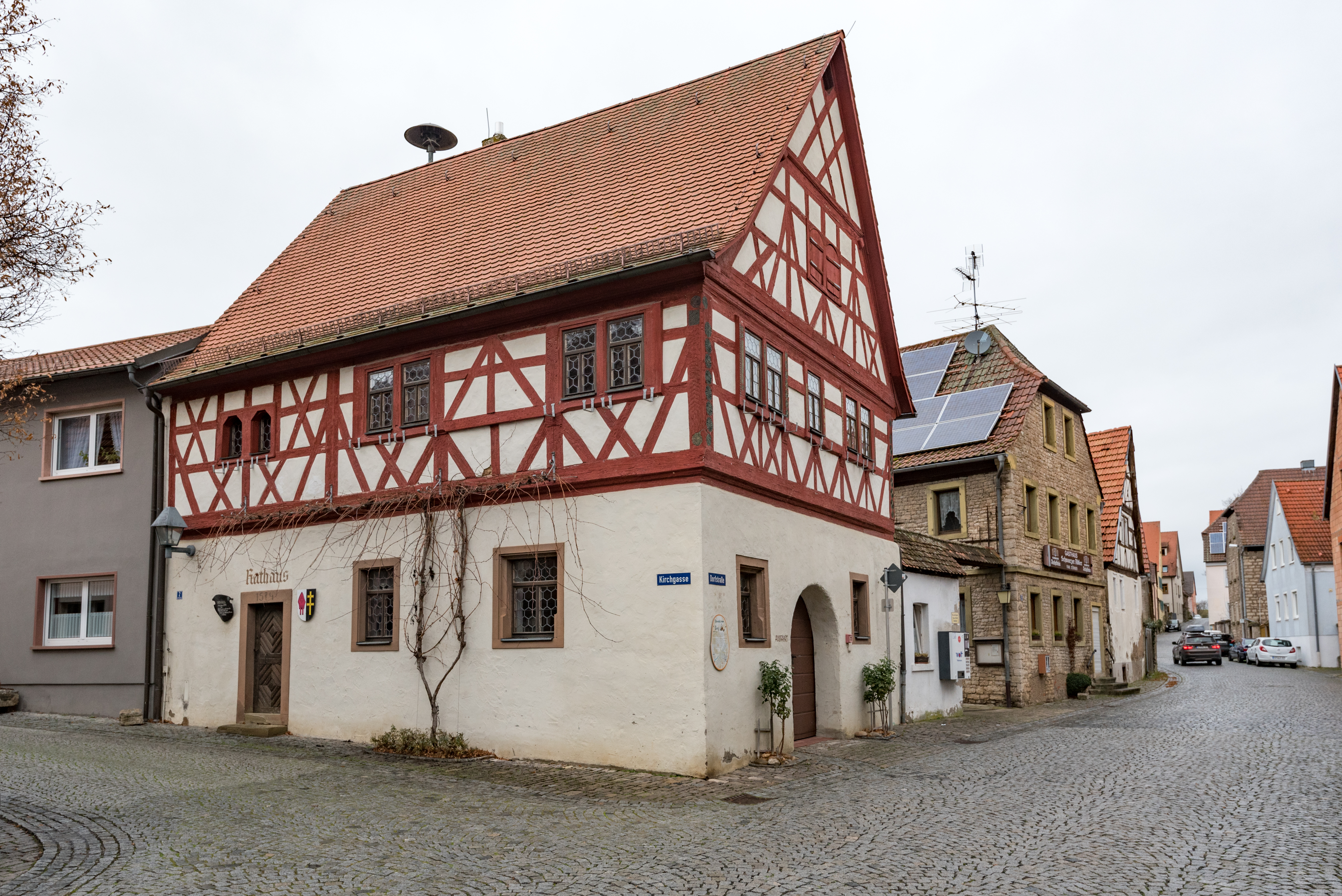
Das Rathaus von Neuses in der Dorfstraße

Das Rathaus in der Kirchgasse 2 ist eines der älteren Häuser im Neuseser Ortskern. Es entstand wohl kurz nach der Annahme der Reformation um 1570 und diente den (zwei) Schultheißen und dem Gericht als fester Tagungsort. Fertiggestellt wurde das Haus im Jahr 1574, worauf eine Inschrift über einem der Türstürze hinweist. Das Neuseser Rathaus blieb auch nach der Auflösung der Markgrafschaft und der Säkularisation des Hochstifts Sitz der Gemeindeverwaltung, die sich im 19. und 20. Jahrhundert zunehmend professionalisierte. Erst mit der Eingemeindung 1978 verlor das Gebäude seine ursprüngliche Funktion.
Das ehemalige Rathaus präsentiert sich als zweigeschossiger Renaissancebau mit Fachwerkobergeschoss. Es schließt mit einem Satteldach ab. Während das Erdgeschoss in Massivbauweise entstand, verwendete man für das Obergeschoss Fachwerk. Besondere Bedeutung hat das Fachwerk des Obergeschosses und des Giebeldreiecks. Es besitzt reich geschnitzte Ecksäulen, die mit farbigem Ornament verziert wurden. In ähnlicher Weise bearbeitete man auch die Fensterzonen an der Giebelseite, die außerdem leicht hervortreten.

#### Ehemaliger Ansitz
Gesichert ist, dass in Neuses am Berg ursprünglich ein herrschaftlicher Ansitz oder eine Burg bestand. Der genaue Standort dieser Baulichkeiten ist allerdings bis heute unklar. Im Zuge von Renovierungsarbeiten im Jahr 2001 stieß man in den Kellern des Hauses Dorfstraße 24 auf herrschaftliche Bauformen des 15. Jahrhunderts, sodass die Dorfchronik das Schloss an dieser Stelle verortete. Eventuell war hier auch der sogenannte Äbtische Hof zu finden, der als Verwaltungsgebäude des Klosters Münsterschwarzach in Neuses am Berg errichtet wurde.
Das Haus Dorfstraße 24 ist als Bauernhof vom Bayerischen Landesamt für Denkmalpflege als Baudenkmal vermerkt. Es präsentiert sich heute als zweigeschossiger Barockbau, der von der Hauptstraße etwas zurückversetzt erbaut wurde. Das Haus schließt mit einem Mansarddach ab und wurde in Fachwerkbauweise errichtet. Die Fensterrahmungen weisen Ohrungen auf. Die Untergeschosse des Hauses bestehen aus mehreren Räumlichkeiten. Einer der Kellerbögen ist mit der Jahreszahl 1707 bezeichnet. In diesem Jahr dürfte das heutige Haus erbaut worden sein.

#### Privathäuser und Höfe
Neuses besitzt mit der oberen (nördlichen) Dorfstraße ein Baudenkmalensemble, das allerdings in keiner offiziellen Liste auftaucht. Die hier befindlichen Grundstücke wurden wohl im 15. bzw. 16. Jahrhundert bebaut. Allerdings erfuhren die meisten Baulichkeiten in den folgenden Jahrhunderten Renovierungen und teilweise tiefgreifende Veränderungen in ihrer Struktur, sodass nur sieben Häuser, abgesehen vom ebenfalls hier gelegenen ehemaligen Ansitz und dem Rathaus, in den Baudenkmallisten geführt werden.

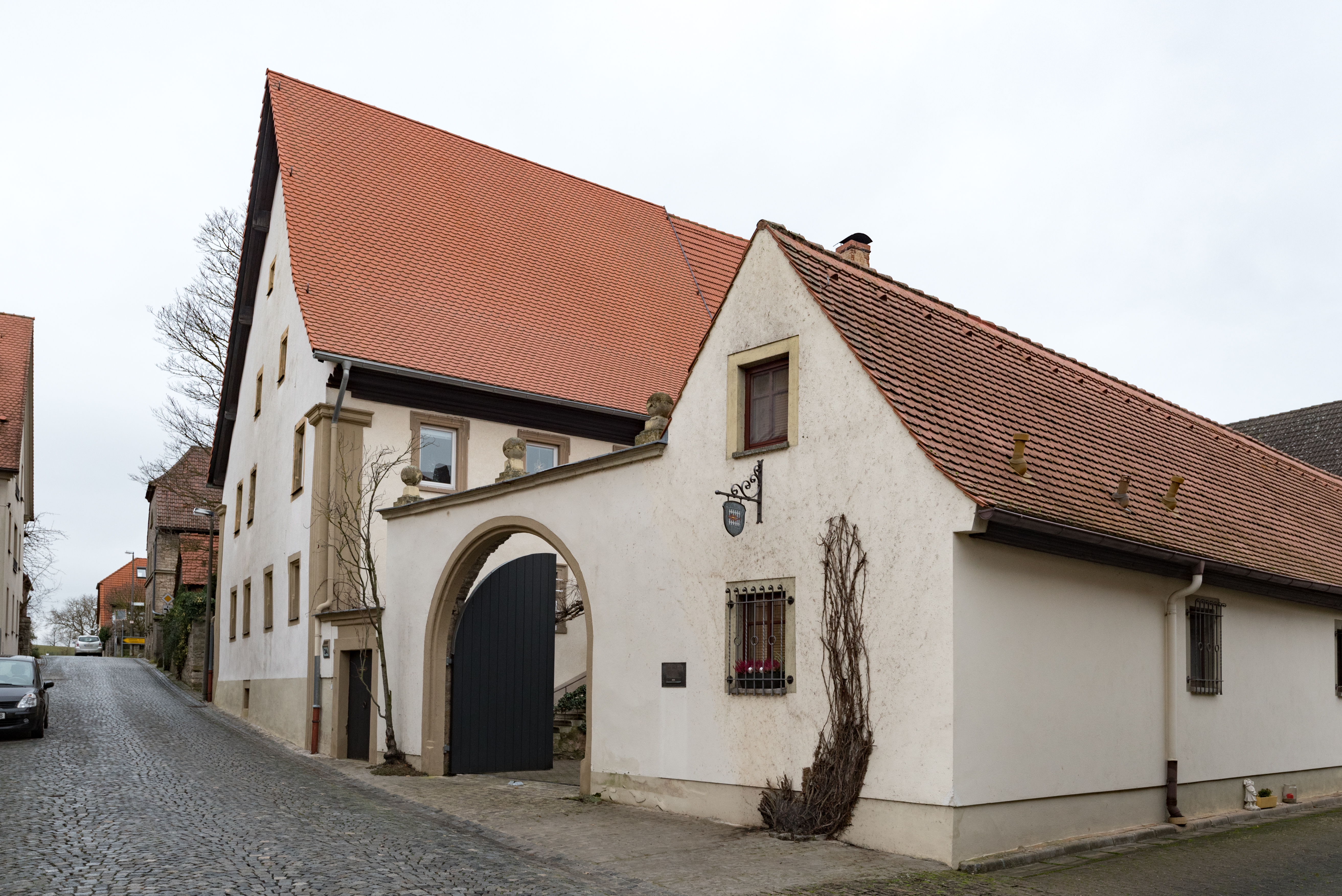
Das Haus Dorfstraße 34 mit dem barocken Torbogen

Ältestes erhaltenes Bauwerk ist wohl das Anwesen Dorfstraße 27. Es geht in seinem Kern auf das beginnende 16. Jahrhundert zurück. Es handelt sich um ein stattliches, zweigeschossiges Giebelhaus mit Satteldach. Das Anwesen wurde in Fachwerkbauweise errichtet. Heute ist es allerdings verputzt. Nur unwesentlich jünger ist das auf der gegenüberliegenden Straße befindliche Haus Dorfstraße 34/Dorfstraße 36. Zwei große Hofanlagen wurden hintereinander errichtet, wobei sich beide äußerlich sehr ähnlich dem Haus Dorfstraße 27 präsentieren. An Haus 34 hat sich ein barocker Torbogen und eine Madonnenfigur des 18. Jahrhunderts erhalten. → siehe auch: Dorfstraße 27 (Neuses am Berg)
Auf 1598 datiert das Haus in der Dorfstraße 23. Die verzierten Eckstiele der Fachwerkobergeschosse verweisen auf die Erbauungszeit. Entlang der Dorfstraße lebte jahrhundertelang die dörfliche Oberschicht. So lebte hier zeitweise der Bürgermeister und Siebner Johann Georg Stier. Weiter im Süden werden die Baulichkeiten weniger repräsentativ. So weist das Haus Dorfstraße 17 nur noch ein Vollgeschoss auf. Wie die anderen Bauten schließt auch dieses Haus mit einem Fachwerkobergeschoss ab. → siehe auch: Dorfstraße 17 (Neuses am Berg) und Dorfstraße 23 (Neuses am Berg)
Wesentlich jünger sind einige Bauten am Rande der zentralen Dorfstraße. So entstand auf einem straßenabgewandten Grundstück in zweiter Reihe mit der heutigen Adresse Dorfstraße 29 im Jahr 1707 ein zweigeschossiger Walmdachbau, der mit seiner Dachgestaltung bereits den moderneren Barock aufgreift. Noch jünger ist das Gasthaus Zum Hirschen am Anfang der nördlichen Dorfstraße. Es entstand als zweigeschossiger giebelständiger Halbwalmdachbau aus unverputztem Bruchsteinmauerwerk an der Wende vom 18. zum 19. Jahrhundert.
Weitere Baudenkmäler sind in den Nebenstraßen um die Kirchen zu finden. So errichtete man 1803 das Haus Kirchgasse 9 als zweigeschossigen Halbwalmdachbau mit Fachwerkgiebel. Im 18. Jahrhundert entstand bereits das evangelisch-lutherische Pfarrhaus direkt neben der Nicolaikirche. Eine historische Pforte hat sich in der Kirchgasse 21, 23 erhalten. Das ehemalige Schulhaus in der Kreuzgasse 8 entstand für die Unterrichtung der katholischen Dorfjugend. Das ehemalige Schulhaus präsentiert sich als zweigeschossiger Walmdachbau aus der zweiten Hälfte des 18. Jahrhunderts. → siehe auch: Kreuzgasse 8 (Neuses am Berg)

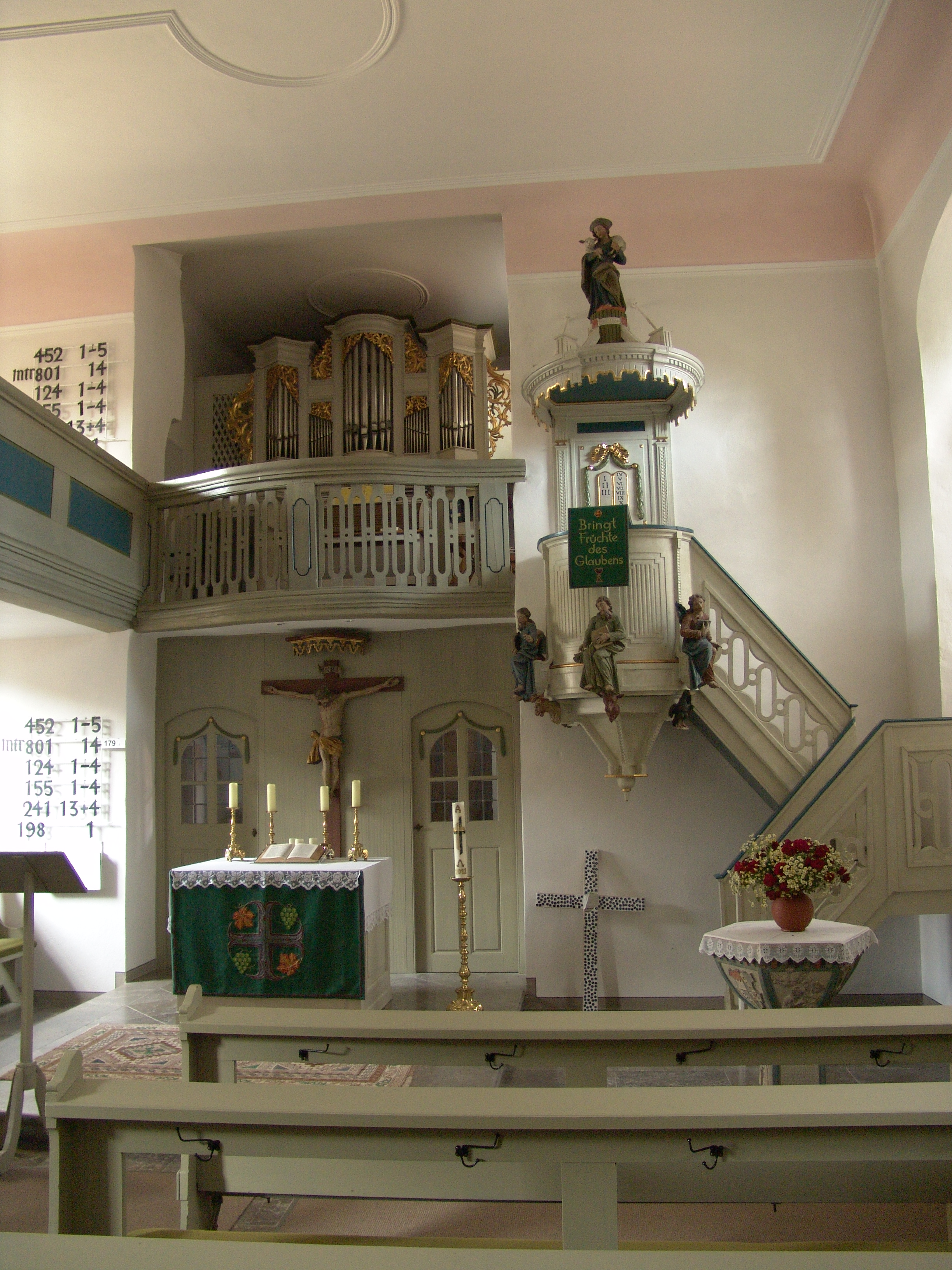
Innenraum der evangelischen Nicolaikirche
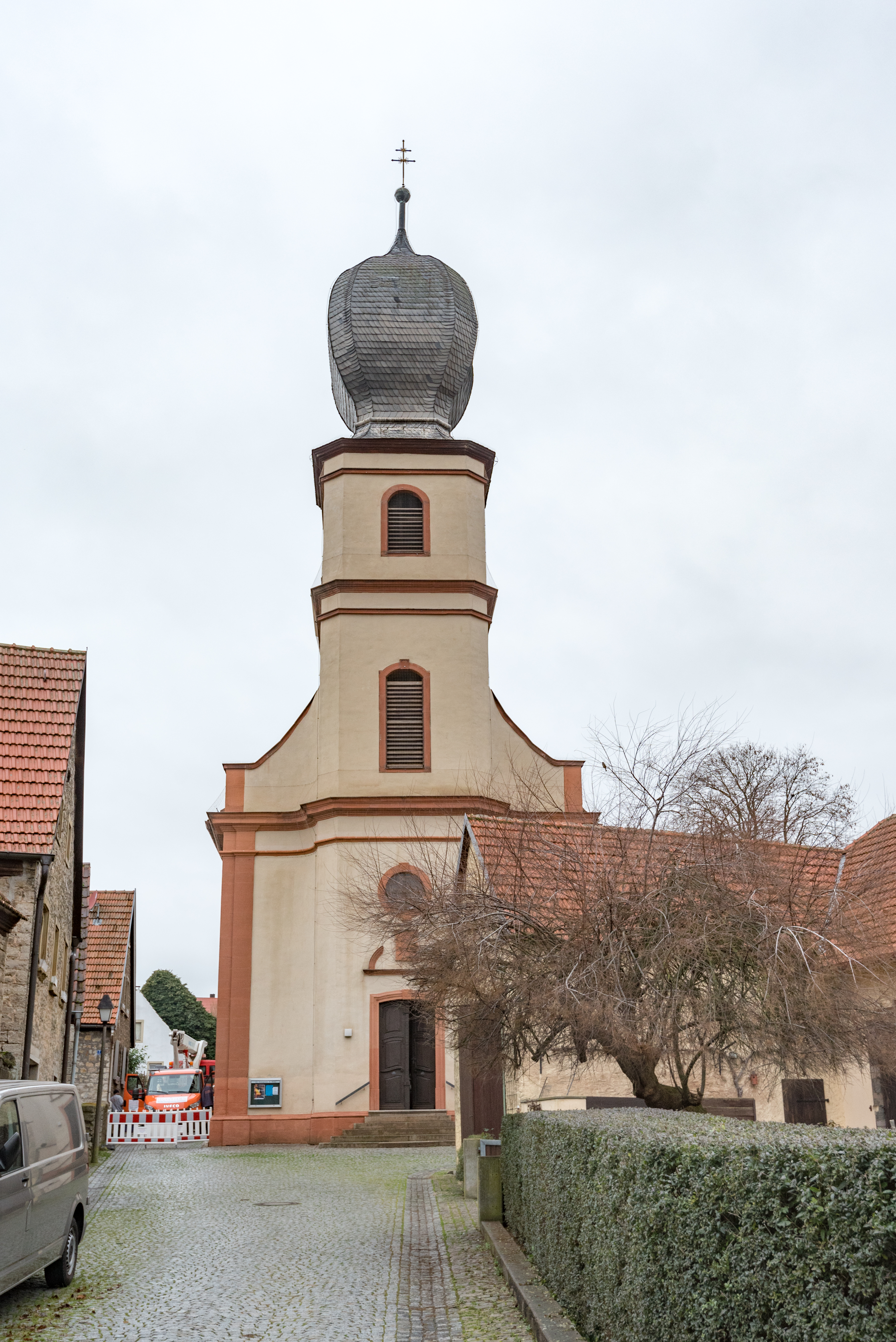
Katholische Nikolauskirche
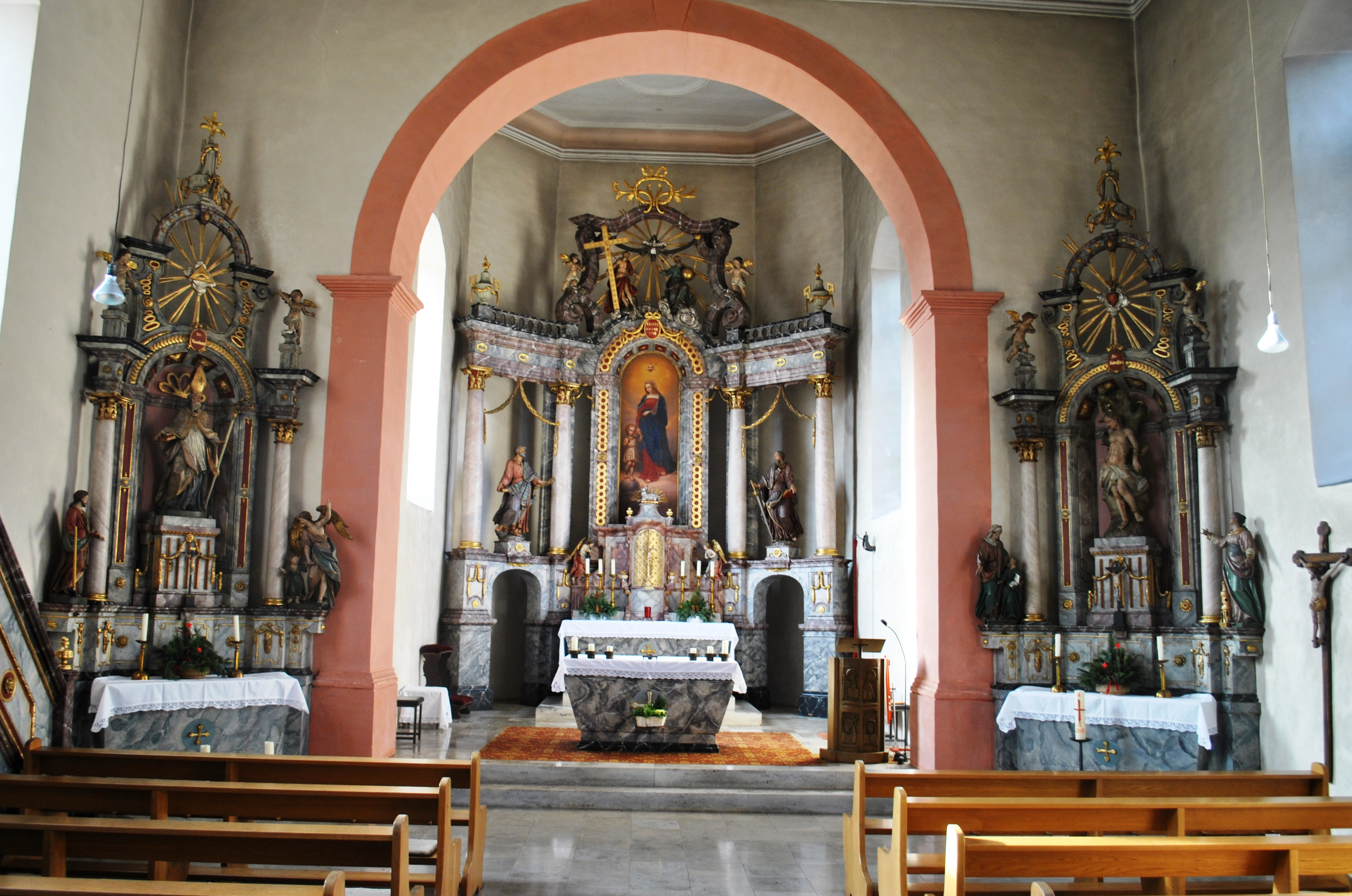
Innenraum der katholischen Nikolauskirche
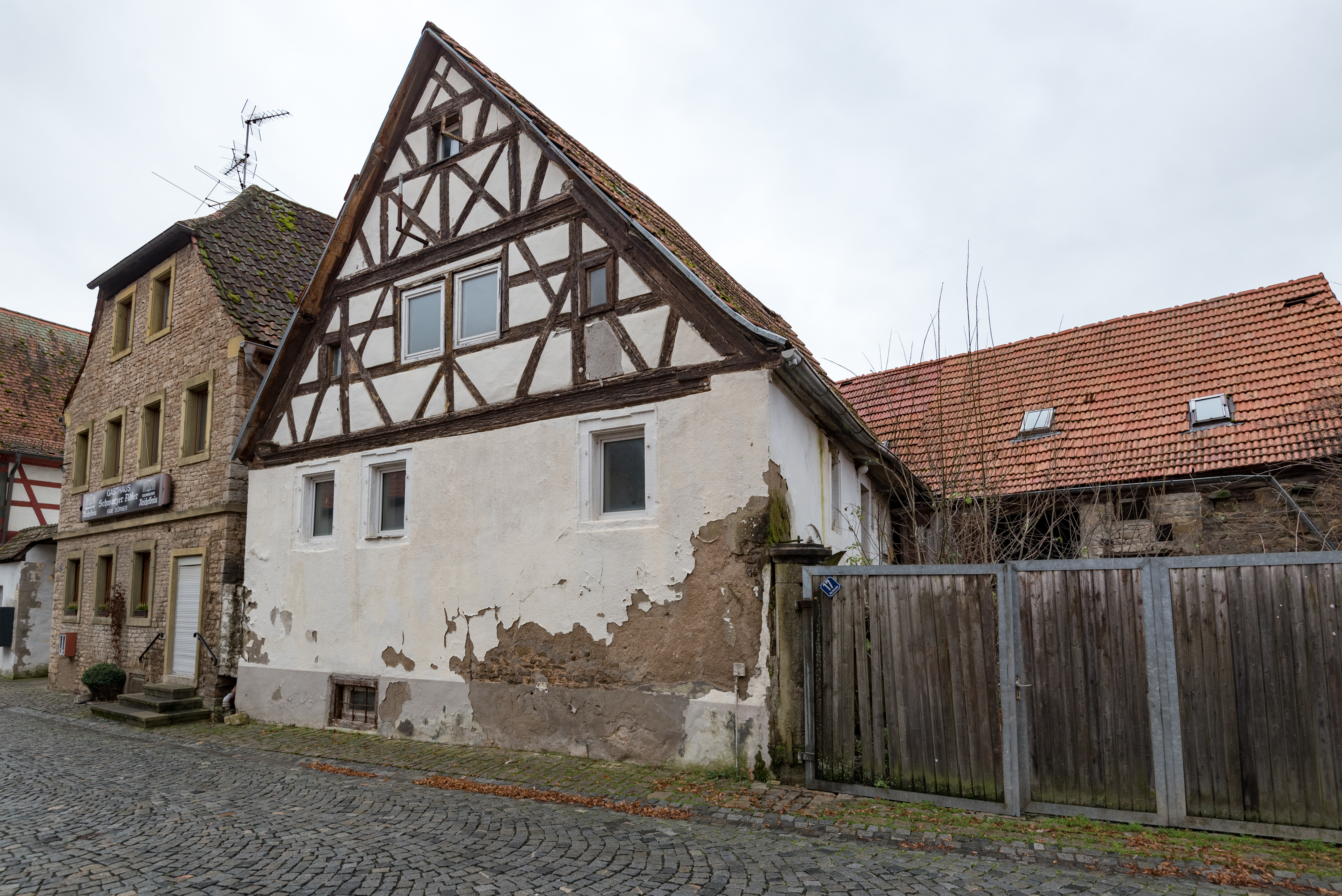
Haus Dorfstraße 17
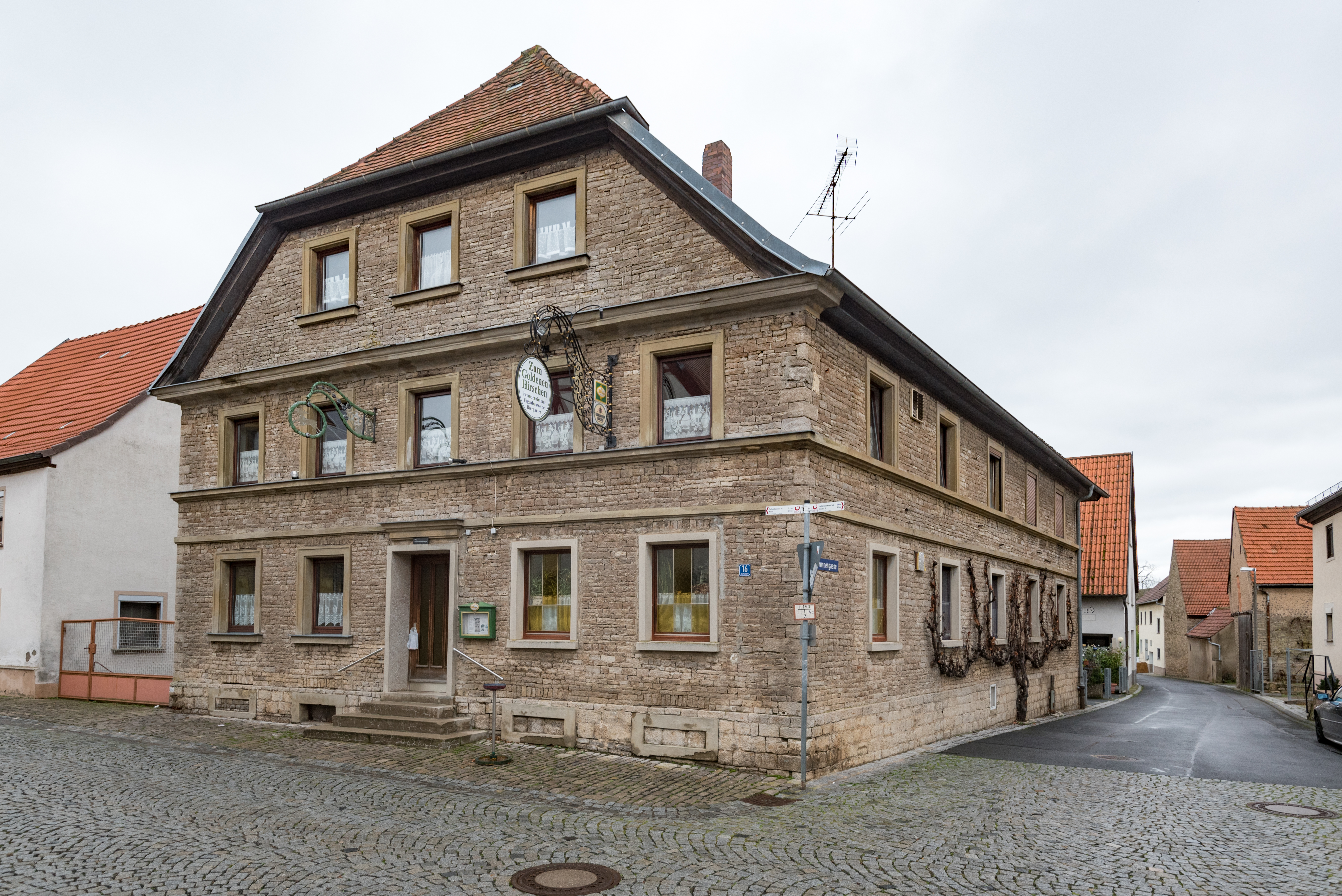
Gasthof Zum goldenen Hirschen
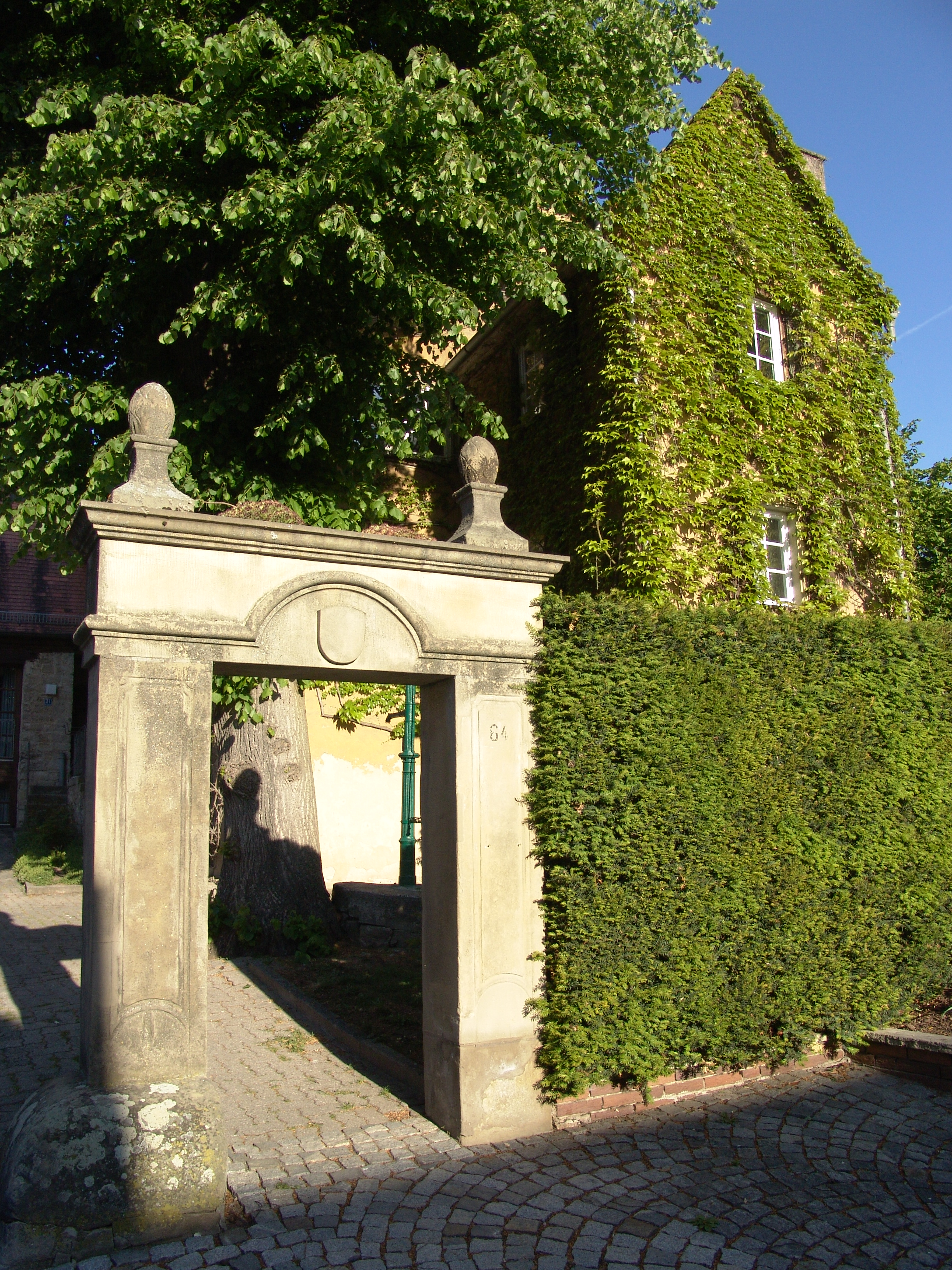
Fußgängerpforte Kirchgasse 21, 23
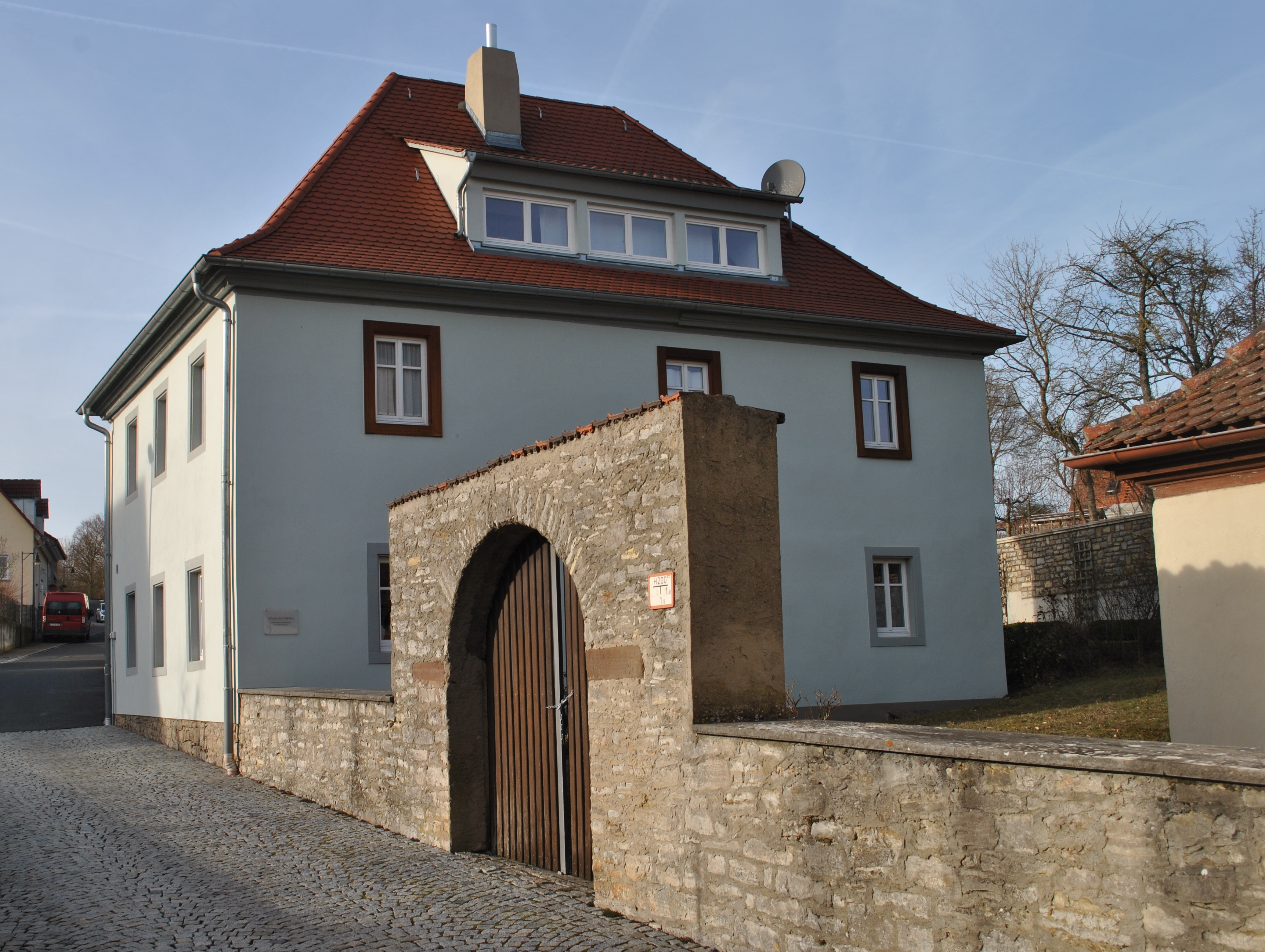
Ehemaliges katholisches Schulhaus Kreuzgasse 8

### Dorfhag
Jahrhundertelang besaß Neuses am Berg eine eigene Dorfbefestigung. Anders als bei vielen Orten entlang des Maintals, die ebenfalls mit einer solchen Befestigung ausgestattet waren, wurde der sogenannte Hag von Neuses wissenschaftlich erforscht und ist dadurch in seinem Umfang detailliert nachvollziehbar. In Teilen errichtete man sogar eine Ringmauer. Der Dorfhag wurde von den beiden Konfessionen gemeinsam errichtet. Erst im 18. Jahrhundert verzichtete man auf die Erneuerung der Dorfwehr.
Die steinernen Abschnitte zogen sich entlang der Nord- und Ostseite des Dorfes. Hier lag auch das ehemalige Schloss der mittelalterlichen Dorfherren, das wohl den Kern der Befestigung bildete. Ergänzt wurde der Hag durch eine Hecke mit einem Graben, der um das gesamte Dorf geführt wurde. Neuses besaß zwei Tore, im Norden in Richtung Köhler/Vogelsburg und im Südosten, wo die Straße zwischen Mainfähre/Sommerach und Dettelbach verlief. Zusätzlich war auch die evangelische Nicolaikirche mit einer Kirchhofbefestigung umgeben.

## Wirtschaft und Infrastruktur

### Wirtschaft

#### Weinbau

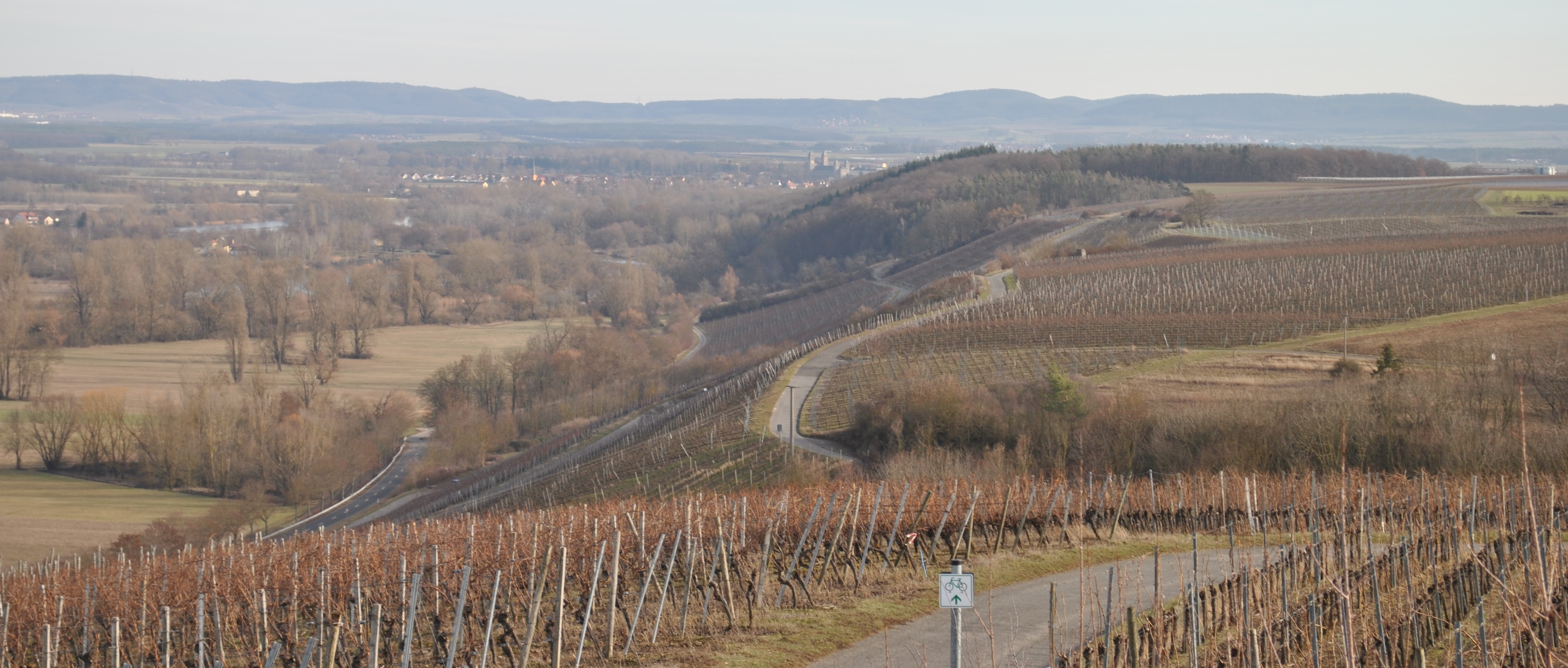
Die Weinlage Neuseser Glatzen im Maintal nördlich von Neuses

Neuses am Berg ist heute Weinbauort im Anbaugebiet Franken. Eine Weinlage existiert um das Dorf, der Wein wird seit den 1970er Jahren mit dem Namen Neuseser Glatzen vermarktet. Neuses ist Teil des Bereichs Volkacher Mainschleife, bis 2017 waren die Winzer im Bereich Maindreieck zusammengefasst. Die Muschelkalkböden um Neuses eignen sich ebenso für den Anbau von Wein, wie die Lage in der Maingauklimazone, die zu den wärmsten Deutschlands gehört.
Bereits seit dem Frühmittelalter betreiben die Menschen um Neuses am Berg Weinbau. Die fränkischen Siedler brachten wohl im 7. Jahrhundert die Rebe mit an den Main. Im Mittelalter gehörte die Region zum größten zusammenhängenden Weinbaugebiet im Heiligen Römischen Reich. Die Menschen betrieben zumeist Nebenerwerbsweinbau zur Selbstversorgung, gleichzeitig bildeten sich bereits Exportzentren insbesondere entlang des Maines heraus.
Der Weinbau erlebte nach der Säkularisation zu Beginn des 19. Jahrhunderts einen umfassenden Niedergang. Vor allem klimatisch weniger begünstige Lagen gab man vollständig auf. Zusätzlich erschwerte das Aufkommen von Schädlingen wie der Reblaus den Anbau. Konsolidieren konnte sich die Weinbauregion Franken erst wieder in der zweiten Hälfte des 20. Jahrhunderts. Der Einsatz von Düngern und verbesserte Anbaumethoden hatten dazu ebenso beigetragen wie die Organisation in Genossenschaften und die Flurbereinigung der 1970er Jahre.
Neuses wird also seit Jahrhunderten vom Weinbau geprägt. In den vielen Winzerhöfen im Altort mit Tordurchfahrt und tiefen Kellern wurde der Wein gelagert. Heute sind sechs Weingüter in dem kleinen Dorf ansässig, die mit ihren Hoffesten das dörfliche Leben prägen. Mittelpunkt des Festkalenders ist das Neuseser Straßenweinfest Mitte Juni.
| Weinlage | Größe 1993 | Größe 2004 | Himmelsrichtung | Hangneigung | Hauptrebsorten           | Großlage            |
| -------- | ---------- | ---------- | --------------- | ----------- | ------------------------ | ------------------- |
| Glatzen  | 80 ha      | 70 ha      | Osten           | 30–60 %     | Müller-Thurgau, Silvaner | Volkacher Kirchberg |

#### Weitere Wirtschaftszweige
Neben dem dominierenden Weinbau werden in Neuses auch andere landwirtschaftliche Produkte erzeugt. Im Ort bestehen keine Einzelhandels- oder Dienstleistungsgeschäfte, diese sind stattdessen im Hauptort Dettelbach zu finden. Nichtsdestotrotz existieren im Ort mehrere kleinere Betriebe, die der Handwerksbranche zugeordnet werden können. Mit der Bustouristik Klaus Neuss besteht außerdem ein Unternehmen der Reisebranche vor Ort.

### Verkehr
Neuses besitzt eine Abseitslage ohne Anschluss an bedeutende Verkehrswege. Historisch verband der Ort die beiden Städte Volkach und Dettelbach miteinander und besaß mit der Mainfähre Sommerach, deren Fährrecht an Einwohner aus dem Nachbarort vergeben wurde, einen wichtigen Übergang über den Main. Die Fähre wurde vor allem von Wallfahrern zur Kirche Maria im Sand in Dettelbach genutzt. 1959 wurde die sie aufgegeben. Die engen Verbindungen in Richtung Sommerach wurden dadurch zerstört. → siehe auch: Mainfähre Sommerach
Zwei Kreisstraßen bilden heute die einzigen regionalen Ortsverbindungen. Die Kreisstraße KT 25 zweigt bei Schnepfenbach von der Staatsstraße 2270 ab und durchquert Neuses, wo sie als Dorfstraße weitergeführt wird. Sie verlässt das Dorf in Richtung Süden und verbindet Neuses mit Dettelbach. Die Kreisstraße KT 31 endet in dem Dorf. Sie bildet die Verbindungsstraße ins benachbarte Köhler und weiter nach Escherndorf und Volkach. Im Ort heißt sie Bocksbeutelstraße. Daneben spielt die alte Verbindung nach Köhler sowie die Ortsstraße nach Schwarzenau eine untergeordnete Rolle.

### Bildung
In Neuses am Berg bestanden jahrhundertelang zwei Schulen nebeneinander. Hier wurden die Dorfkinder, nach Konfessionen getrennt, unterrichtet. Andauernde Streitigkeiten über Zuständigkeit prägten diese Zeit. Nach einer Einigung im Jahr 1650 war es den katholischen Einwohnern nach dem Dreißigjährigen Krieg wieder erlaubt ein eigenes Schulhaus einzurichten. 1783 sah ein neuerlicher Vertrag das Schulhaus unter lutherischer Verwaltung vor. Erst in den nachfolgenden Jahren entstand an der heutigen Stelle das katholische Schulhaus in der Kreuzgasse.
Die beiden alten Schulhäuser wurden im Laufe des 19. Jahrhunderts zu eng und so entstanden Neubauten. 1879 errichtete man das neue evangelische Schulhaus an der Straße nach Dettelbach, 1914 entstand sein katholisches Pendant in Richtung Köhler. Die beiden Schulen waren einklassig. Kinder unterschiedlicher Altersgruppen wurden gemeinsam unterrichtet. Im Jahr 1969 schloss sich Neuses am Berg dem Schulverband Dettelbach an und die beiden Bekenntnisschulen wurden aufgelöst.
Neuses gehört heute zum Sprengel der Rudolf-von-Scherenberg-Grundschule in Dettelbach. Ebenso wurde der Ort dem Mittelschulsprengel Dettelbach als Teil des Schulverbandes Dettelbach-Volkach zugeordnet. Weiterführende Bildung wird von der Staatlichen Realschule Dettelbach geleistet. Gymnasien sind in Volkach-Gaibach (Franken-Landschulheim Schloss Gaibach), Schwarzach (Egbert-Gymnasium Münsterschwarzach) und Kitzingen (Armin-Knab-Gymnasium) zu finden.

### Vereine und Verbände
Trotz seiner geringen Größe besitzt Neuses am Berg mehrere Vereine. Ältester dieser Vereinigungen ist die Freiwillige Feuerwehr, die bereits im Jahr 1874 gegründet wurde und damit zu den älteren Wehren innerhalb der Großgemeinde Dettelbach zählt. Die Feuerwehr besitzt ein Feuerwehrhaus in der Bocksbeutelstraße 13. Für die Brandbekämpfung wurde ein Tragkraftspritzenfahrzeug (TSF) angeschafft. Amtierender Kommandant der Neuseser Wehr ist Johannes Kohlhaupt.
Einige Jahre jünger ist der Gesangverein, der am 15. Januar 1897 von acht Männern gegründet wurde. Während der nationalsozialistischen Diktatur wurde das Vereinsleben unterbrochen, lebte aber nach dem Zweiten Weltkrieg bald wieder auf. Der Posaunenchor, der 1925 von Pfarrer Wilhelm Matthes gegründet wurde, ist eine Institution der evangelischen Kirchengemeinde. Er hat eine funktionierende Jugendarbeit und derzeit etwa 15 Bläser. Besondere Bedeutung für den Ort hat außerdem der Weinbauverein, der erst im Jahr 1980 gegründet wurde. Der Verein organisiert das jährlich abgehaltene Weinfest. Daneben existiert der Fußball Club Neuses am Berg und eine Soldaten- und Reservistenkameradschaft.
Die Weinbautradition in Neuses führte auch zur Gründung des sogenannten Fränkischen Glatzenclubs. Der Verein, der auf die Neuseser Weinlage „Glatzen“ anspielt, besteht aus Personen mit einer Glatze. Auf dem Weinfest wird außerdem jährlich eine Glatzenpersönlichkeit, ebenfalls ohne Haupthaar, prämiert, die aus dem In- und Ausland kommen kann. Der Glatzenclub Neuses am Berg besitzt enge Verbindungen zum „Club der fidelen Glatzköpfe“ im hessischen Schlüchtern.

## Persönlichkeiten
- Alois Josef Ruckert (1846–1916), Lehrer und Heimatdichter, Ruckert unterrichtete zwischen 1872 und 1877 an der katholischen Schule im Ort
- Karl Wolf (1878–1964), Lehrer in Neuses und Schulleiter in Dettelbach, Wolf wurde 1958 zum Ehrenbürger von Dettelbach ernannt